# Yzop lékařský
Yzop lékařský (Hyssopus officinalis) je polokeř z čeledi hluchavkovitých. Vyskytuje se ve Středozemí, na východě však až po Kavkaz a Sibiř, v Česku se pěstuje.

## Popis
Tento aromatický, plazivý polokeř dosahuje výšky 20–50 cm, jeho bohatě větvená lodyha však může dorůstat délky až 1,5 m. Listy jsou vstřícné, přisedlé, úzce kopinaté, po obou stranách hustě žláznaté. Na koncích lodyh jsou květenství v lichoklasech tvořených 3–7 zpravidla modrofialovými květy. Na jednotlivých květech jsou patrné dva pysky dole srostlé v úzkou lysou rourku; horní je kratší a vykrojený, dolní delší a třílaločný. Výrazné jsou rovněž 4 dlouhé tyčinky i čnělka, které vyčnívají daleko z koruny. Kvete od července do září.

## Stanoviště
Roste na slunných a suchých kamenitých stráních a skalních stepích, především vápencových. Vydrží až 5 let a patří k medonosným rostlinám.[zdroj?]

## Využití

### Léčitelství
Yzop se od starověku používá jako léčivá rostlina a koření, od 10. století se též pěstuje. Obsahuje silice, třísloviny, glykosidy a hořčiny. Má diuretické účinky, mírní trávicí obtíže, je vysoce účinný proti zánětům a proti nadýmání. Užívá se jako kloktadlo při suchém kašli, zahlenění a zánětech dýchacích cest; v dýchacích cestách působí dezinfekčně až antibioticky. Podobný účinek se projevuje i při léčbě močových cest.

### Gastronomie
V gastronomii je používán k dochucování pečeného masa, polévek, omáček, salátů, nakládané zeleniny, paštik a nádivek do drůbeže. Používá se také při výrobě likérů.